# لوسیانو والنته دی دئوس
لوسیانو والنته دی دئوس (به پرتغالی: Luciano Valente de Deus) مهاجم اهل برزیل است که در شهر اورو پرتو، میناس گرایس  و در تاریخ ۱۲ ژوئن ۱۹۸۱ به دنیا آمده‌است.
لوسیانو والنته دی دئوس در تیم‌های فوتبال EC Internacional سابقهٔ حضور دارد.